# 陸小榮
陸小榮（1952年—），中華民國陸軍中將、外交官，臺灣人，籍貫上海市，畢業於陸軍官校43期，同期同學有李翔宙、吳斯懷等人，畢業於美國陸軍戰爭學院、臺大EMBA碩士，熟稔美軍各項事務與交流推展，為中華民國國軍留美將領之一，曾任駐捷克共和國代表 （大使）、國安會副秘書長、國防部參謀本部聯準室主任、陸軍金防部指揮官、陸軍馬防部指揮官、司令、陸軍教準部司令、師長，曾因在現役中將時公開發表挺霍守業無罪的言論而受全國矚目，不少退伍軍人皆激賞其軍人風骨。